# إليزابيث فربا
إليزابيث فربا (ولدت بتاريخ 17 آيار 1942) هي عالمة الأحياء القديمة من جامعة ييل. وقد حصلت على الدكتوراة بعلم الأحافير وعلم الحيوان من جامعة كايب تاون في عام 1974.
تعرف إليزابيث لعملها على فرضية النبض الدوراني. ولصياغتها مصطلح «التكيف المسبق» رفقة زميلها ستيفين جاي غولد. إنصب اهتمامها على دراسة الأبقار وغيرها من عائلة الظباء. بينما تدرس حاليا مدى واسع من الأجناس الحية. كأستاذة في كليتي الجيولوجيا والجيوفيزياء في جامعة ييل منذ فترة الثمانينات.
إليزابيث متزوجة ولها ابنة. وقد عرفت بأساليب تدريسها المميزة لجانب كونها أستاذة وباحثة. إضافة لشخصيتها التي يصفها طالبها ترول بلازيرز بكونها، «ذات شخصية جذابة وطريقة حديث واضحة. ولها روح رياضية وانسانية عالية. فقد إعتادت الإجابة على أسئلة المئات من الطلبة والأساتذة والاطفال بينما تجلس على درجات السلالم».
درست إليزابيث علم الحيوان والإحصاء الرياضي في جامعة كايب تاون. ثم أكملت الدكتوراة في نفس الجامعة. وكان أول أبحاثها يتعلق بالأحافير الأفريقية بتتبع تسلسل الأحافير وتحليل طبقات الأحافير وتشكلاتها.

## إبتكاراتها
عملت إليزابيث على نظرية التكيف المسبق مع العالم ستيفين جاي غولد. وقد بنيت النظرية على أبحاث داروين عن السمات الجينية التي طورها خلال تبنيه نظرية التطور. إقترح عملهما أن الأصل التاريخي للسمة الجينية لا يعكس وظيفتها بالضرورة. وأن التكيف الجيني قد يأخذ وظائف جديدة ويخدم الأنواع بطريقة مختلفة في وقت لاحق من التطور.
رغم وفاة غولد عام 2002, أشير لنظريتهما في أعمال مشهورة في السنوات الأخيرة. كما أنتقدت من قبل دارسين يرون بأن السمة الجينية تتأثر بعوامل متعددة. مما يعني أن من الصعب تحديد إن كان التكيف أم التكيف المسبق هو المحدد لها.
إضافة لما ذكر عملت إليزابيث على فرضية النبض الدوراني والتي تعتبر إضافة مهمة لنظرية التطور الكبير.